# Bikás park metróállomás
A Bikás park (az eredeti tervekben: Tétényi út) a budapesti M4-es metróvonal egyik állomása a Kelenföld vasútállomás és az Újbuda-központ között.
Az állomást 2006-ban kezdték el építeni, és 2013. október 22-én végeztek vele, amikor megkapta a vonalon elsőként a Nemzeti Közlekedési Hatóságtól a használatbavételi engedélyt.
Az állomás mozgólépcsői egy aluljáróba vezetnek, az aluljáró pedig a Bikás parki oldalon egy, a budapesti CET-re emlékeztető üvegcsarnokhoz csatlakozik. A csarnoknak köszönhetően nagy mennyiségű természetes fény árad be a peronszintre, ami csökkenti az utasok bezártságérzetét.

## Képgaléria

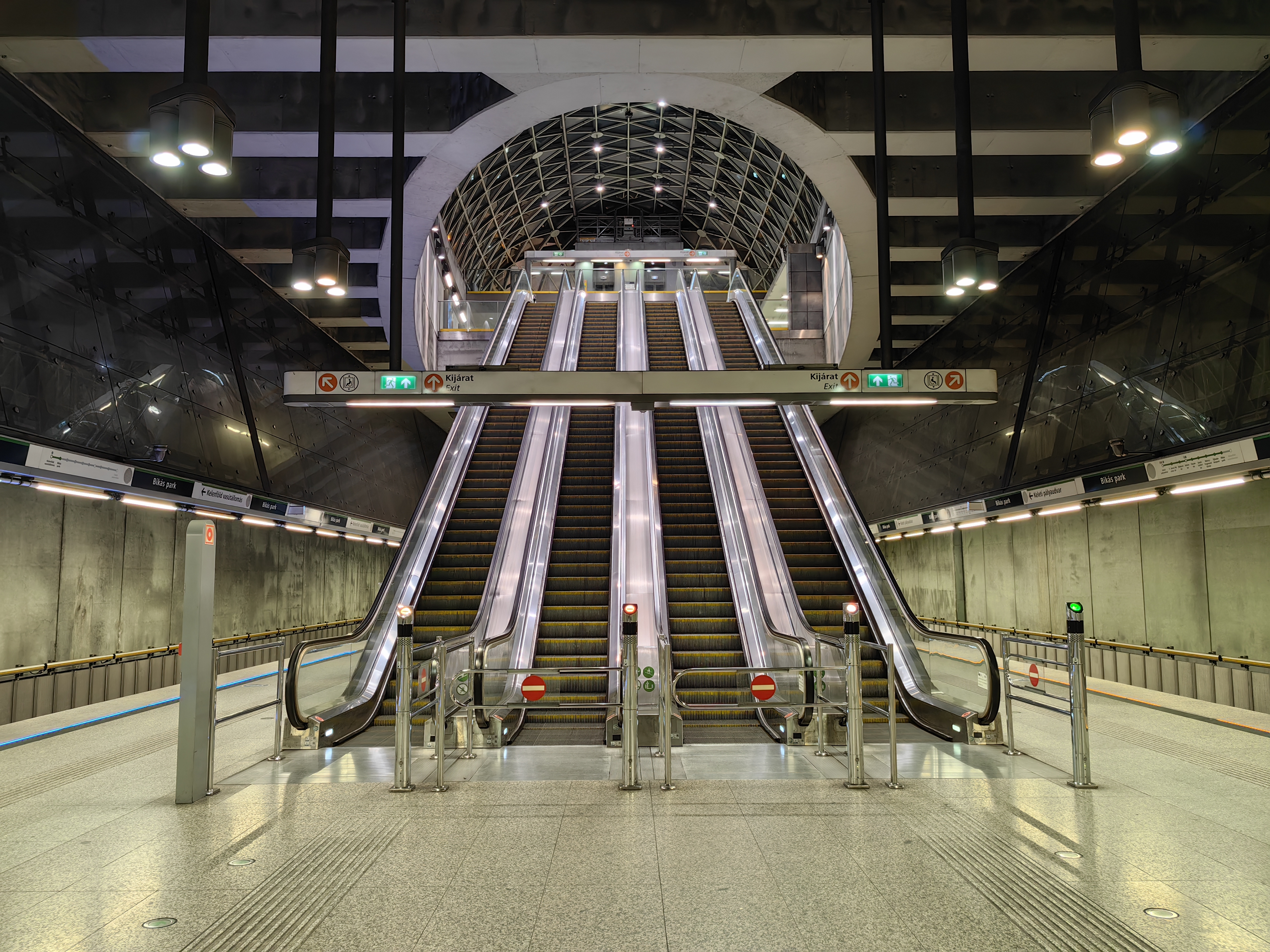
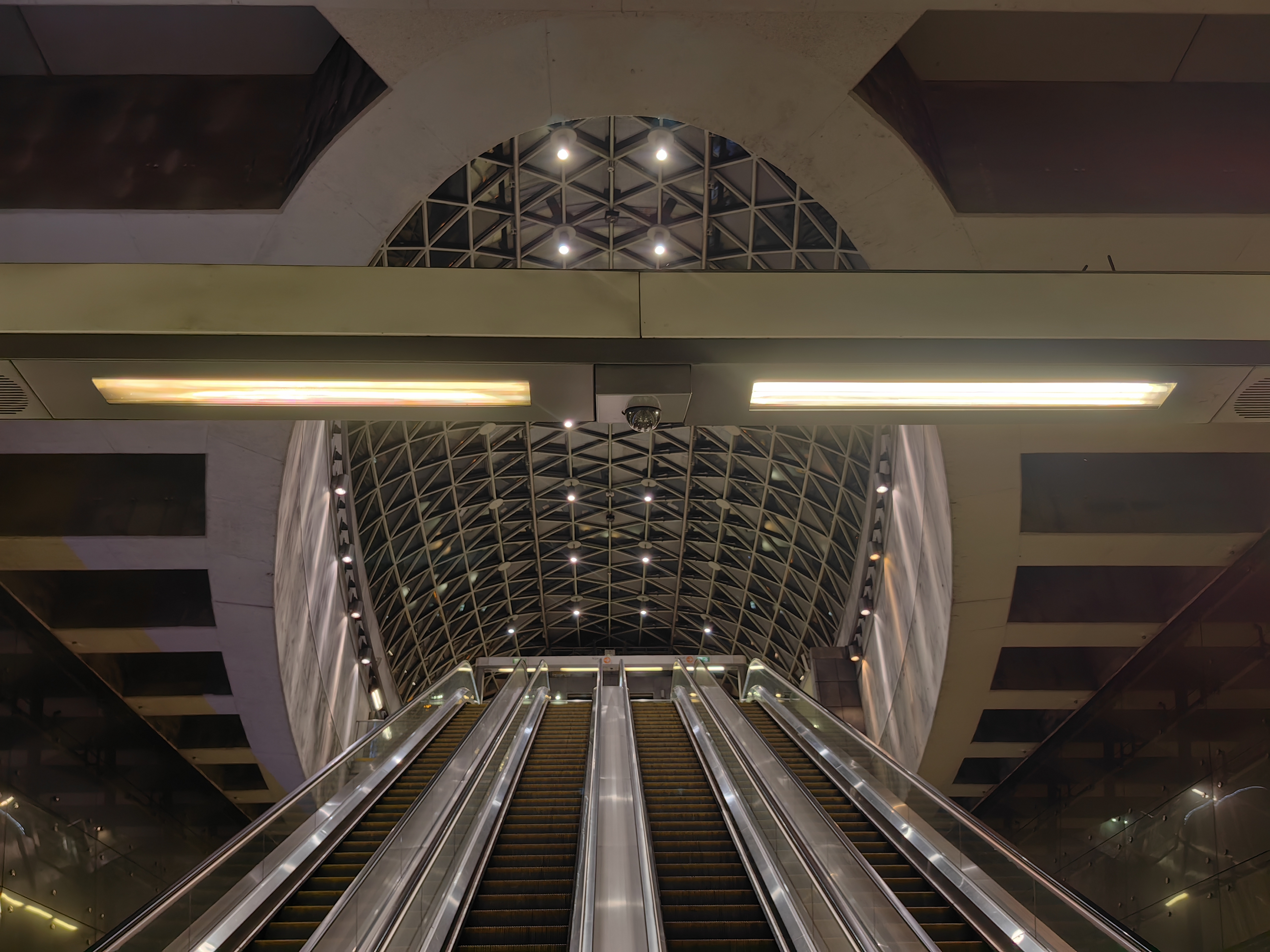
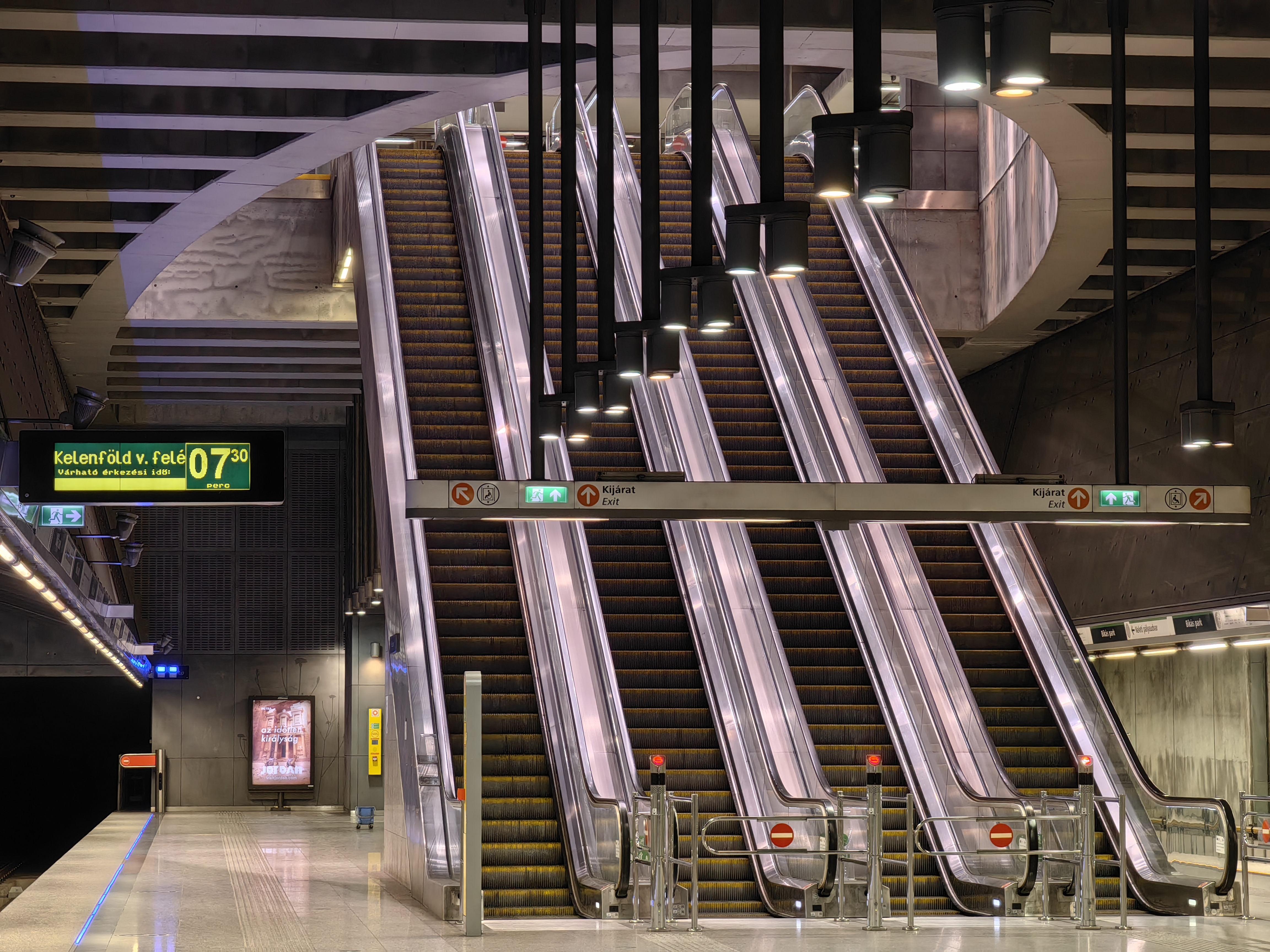
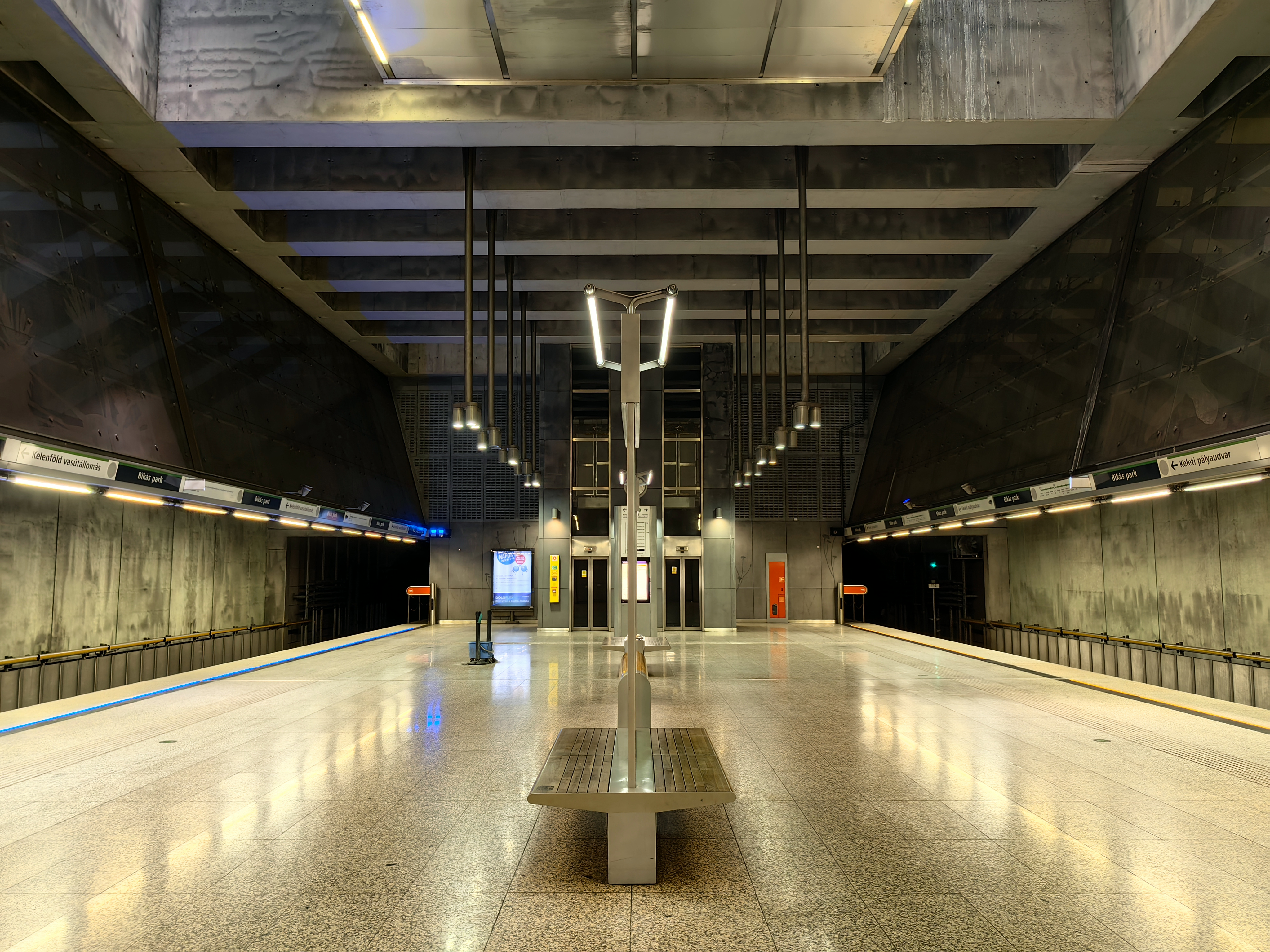
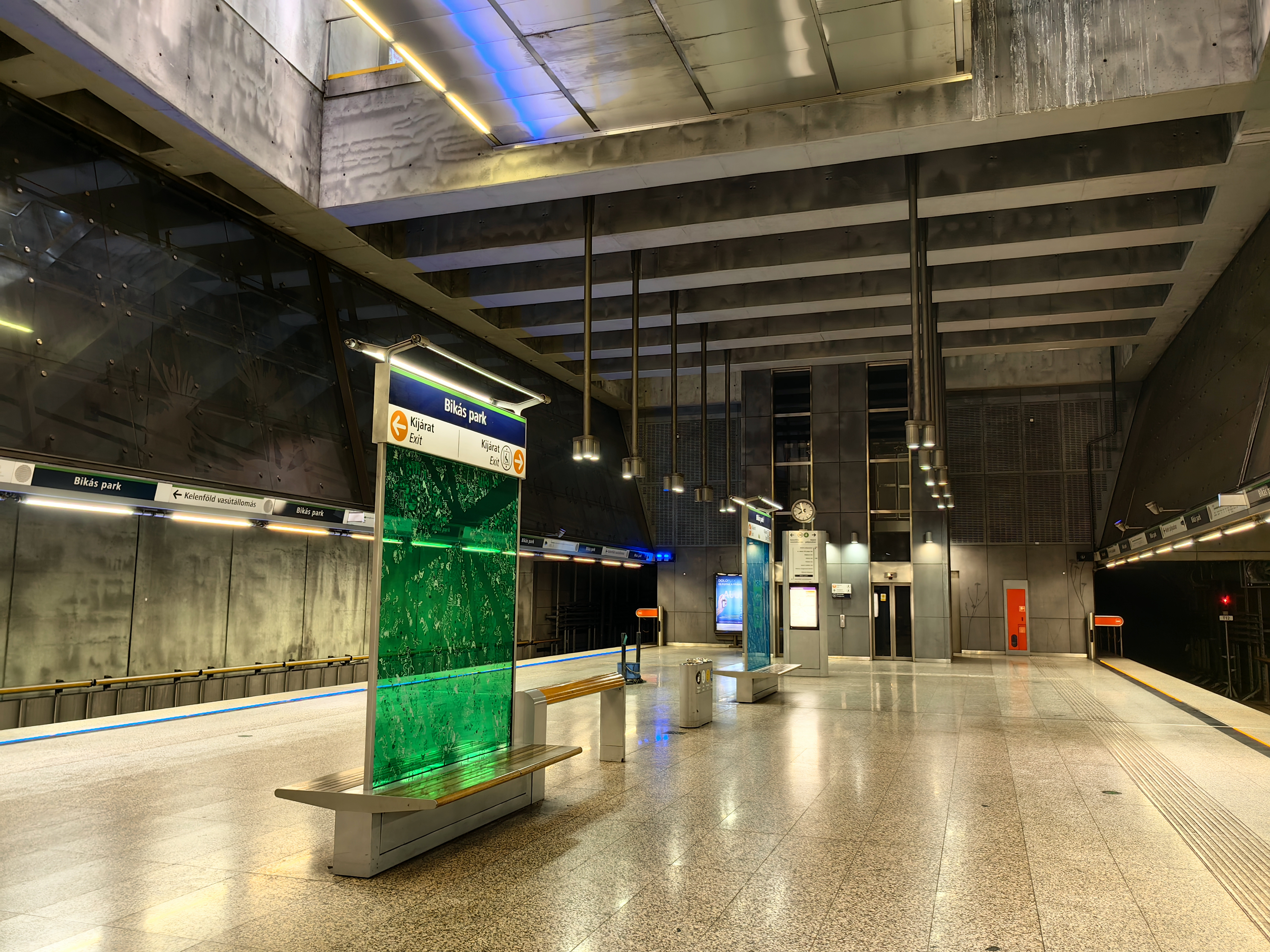

## Átszállási lehetőségek
| Bikás park | 1 7, 58, 114, 153, 213, 214 689, 691 | Piac, Bikás-domb |